# Rödprick
Rödprick (Arthonia helvola) är en lavart som beskrevs av Nyl. Rödprick ingår i släktet Arthonia och familjen Arthoniaceae.  Arten är reproducerande i Sverige. Inga underarter finns listade i Catalogue of Life.